# アロマチック・ビターズ
『アロマチック・ビターズ』は、桜沢エリカによる日本の漫画作品。

## 概要
『FEEL YOUNG』（祥伝社）において、2002年から2003年まで連載された。

## あらすじ
小優美には同棲して5年の相手がいるが倦怠期を迎えていて、夏季休暇中の避暑地の森で年下のバーテンダー裕介と出会ったことで、誰かに恋をするという気持ちが蘇る。

## 書誌情報
- 桜沢エリカ 『アロマチック・ビターズ』 祥伝社〈FEELコミックス〉、全2巻
  - 1巻、2002年6月7日発行、ISBN 978-4396762742
  - 2巻、2003年8月8日発行、ISBN 978-4396763077
- 桜沢エリカ 『アロマチック・ビターズ』(文庫版) 祥伝社〈祥伝社コミック文庫〉、全1巻
  - 2009年2月5日発売、ISBN 978-4396380670

## ムービーコミック
2010年5月からBeeマンガで配信された。制作は東通、製作はBeeTV。
キャスト
- 小優美 - 牧野芳奈
- 英 - 東城未来
- 裕介 - 野町祐太
- 広行 - 田坂秀樹
- 英の夫 - 鈴木卓朗
- あゆみ/麻衣 - 小谷直子
- 矢部 - 木下真一

主題歌
- 古内東子「涙」